# Igor Spasovkhodskiy
Igor Igorevich Spasovkhodskiy (russe : Игорь Игоревич Спасовходский) (né le 1er août 1979 à Moscou) est un athlète russe, spécialiste du triple saut.

## Performances
Son meilleur saut est de 17,44 m, performance réalisée à Edmonton (Canada) le 6 août 2001 (médaille de bronze aux championnats du monde).

## Palmarès
| Année | Compétition                     | Lieu     | Résultat | Marque  |
| ----- | ------------------------------- | -------- | -------- | ------- |
| 2001  | Championnats du monde           | Edmonton | 3e       | 17,44 m |
|       | Universiade                     | Pékin    | 4e       |         |
| 2002  | Championnats d'Europe en salle  | Vienne   | 7e       |         |
| 2005  | Championnats d'Europe en salle  | Madrid   | 1er      | 17,20 m |
|       | Finale mondiale de l'athlétisme | Monaco   | 7e       |         |
| 2006  | Championnats du monde en salle  | Moscou   | 5e       | 17,25 m |
| 2008  | Jeux olympiques                 | Pékin    | 9e       | 16,79 m |
| 2009  | Championnats d'Europe en salle  | Turin    | 3e       | 17,15 m |